# صورة فتاة تحترق (فلم)
صورة فتاة تحترق (بالفرنسية: Portrait de la jeune fille en feu) فيلم درامي رومانسي تاريخي فرنسي لعام 2019 من تأليف وإخراج سيلين سياما، وبطولة نويمي ميرلانت وأديل هاينيل. تدور أحداث الفيلم في فرنسا في أواخر القرن الثامن عشر، ويحكي الفيلم قصة علاقة محظورة بين أرستقراطية ورسامة كلفت برسم صورتها.
تنافس الفيلم على جائزة السعفة الذهبية في مهرجان كان السينمائي لعام 2019. حاز الفيلم على جائزة «كوير بالم» في كان، ليصبح أول فيلم أخرجته امرأة (سيلين سياما) يفوز بالجائزة. كما فازت المخرجة أيضًا بجائزة أفضل سيناريو في مهرجان كان. تم عرض الفيلم في فرنسا في 18 سبتمبر 2019.
ترشح الفيلم لجوائز الروح المستقلة وجوائز اختيار النقاد وجوائز غولدن غلوب لأفضل فيلم بلغة أجنبية وتم اختياره من قبل المجلس الوطني للمراجعة كواحد من أفضل خمسة أفلام أجنبية لعام 2019.

## طاقم التمثيل
- نويمي ميرلانت: في دور ماريان
- أديل هاينيل: في دور هيلواز
- لوانا باجرامي: في دور صوفي
- فاليريا غولينو: في دور الكونتيسة[5]

## أحداث الفيلم
كانت الرسامة ماريان في نهاية القرن الثامن عشر، تقوم بتدريس فصل فني في فرنسا. يسألها أحد طلابها عن لوحة لها، والتي تسميها ماريان «صورة فتاة تحترق».
كانت ماريان وقبل سنوات، قد وصلت إلى جزيرة بعيدة في بريتاني، حيث تم تكليفها برسم صورة لامرأة شابة من طبقة النبلاء تدعى هيلواز والتي سيتم زفافها على أحد نبلاء ميلانو. عرفت ماريان أن هيلواز كانت ترفض في السابق أن يقوم أي رسام برسمها، لأنها لا تريد الزواج؛ وكانت تعيش في دير قبل أن يلزمها انتحار أختها الكبرى، بالعودة وقبول خطوبتها. تبدأ ماريان بالتقرب من هيلواز، وترافقها كزميلة في السكن لكي تتمكن من رسمها. ترافق ماريان زميلة السكن هيلواز في جولات المشي اليومية على طول الساحل الوعر لحفظ ملامح وجهها لتتمكن من رسمها. أنهت ماريان الصورة، لكنها تجد نفسها غير قادرة على خيانة ثقة هيلواز وتصارحها عن سبب وصولها الحقيقي. تنتقد هيلواز اللوحة، التي لا يبدو أنها تصور طبيعتها الحقيقية، ولذلك تقوم ماريان بتدمير اللوحة.
تعجب والدة هيلواز عندما تعرف أن ابنتها وافقت على ان تقف أمام ماريان لترسمها خلال الأيام القليلة المقبلة، بينما ستكون الوالدة بعيدة في البر الرئيسي.
تنمو مشاعر ارتباط بين ماريان وهيلواز أثناء غياب الأم. تسيطر على ماريان رؤية تكون فيها هيلواز في ثوب الزفاف وهي تتجول في كل اركان البيت. تقرأ الفتاتين قصة «أورفيوس ويوريديس» (اسطورة يونانية وفيها يتزوج أورفيوس من يوريديس، التي سرعان ما تقتل بلدغة أفعى ويحزن أورفيوس ويذهب بنفسه إلى أرض الموتى لمحاولة إعادة يوريديس إلى الحياة)، ويناقشون السبب الحقيقي وراء ملاحقة الزوج لزوجته الميتة.
تساعد الفتاتين الخادمة «صوفي» في إجراء عملية اجهاض، ويذهب الثلاثة إلى تجمع حول النار حيث تغني النساء، وتشتعل النيران في ثوب هيلواز لفترة وجيزة.
في اليوم التالي، تحدث القبلة الأولى بين ماريان وهيلواز ثم ممارسة الحب في وقت لاحق من تلك الليلة. خلال الأيام القليلة التالية، تزداد علاقتهما الرومانسية، التي تتوقف بسبب عودة والدة هيلواز. تستعد ماريان للرحيل وتقوم برسم مسودة تخطيطية لهيلواز لتذكرها، وتطلب هيلواز من ماريان رسمة تخطيطية لها في الصفحة 28 من كتابها. تودع ماريان حبيبتها هيلواز في صباح اليوم التالي، وبينما هي على وشك مغادرة المنزل، تسمع صوت هيلواز تقول، «استدر»، وتستدير ماريان وتشاهد هيلواز في فستان الزفاف.
تعود الأحداث للوقت الراهن وماريان تكشف أنها رأت هيلواز مرتين أخريين. كانت المرة الأولى على شكل بورتريه في معرض فني، حيث كانت هيلوز، معها طفل بجانبها، تحمل كتابًا خلسة يظهر حافة الصفحة 28 فقط. وكانت المرة الثانية في حفل موسيقي في ميلانو، حيث جلست هيلواز في شرفة مسرح مقابل ماريان. لم تلاحظها هيلواز التي كانت تغمرها العاطفة وتبكي أثناء الاستماع إلى الأوركسترا وهي تعزف البريستو من فيفالدي في فور سيزونز، وهي الموسيقى التي عزفتها ماريان لها على القيثارة قبل سنوات.

## استقبال الفيلم
منح موقع الطماطم الفاسدة فيلم «صورة فتاة تحترق» تقييم مقداره 98% بناء على آراء 302 ناقد، وقال الإجماع النقدي: «قطعة تاريخية غنية بشكل فريد، الفيلم يقدم دراما جيدة ومثيرة للتفكير ضمن قصة حب مؤثرة بقوة».
منح موقع ميتاكريتيك الفيلم على تقييم بمقدار 95% استنادًا إلى 48 ناقدًا، وصنف موقع ميتاكريتيك الفيلم بأنه فيلم «يجب مشاهدته»، وإنه ثاني أفضل فيلم تمت مراجعته في عام 2019.
كتب سكوت من صحيفة نيويورك تايمز أن الفيلم: «قصة حب خفية ومثيرة، في وقت واحد. غير عاطفية في تقييمها الواقعي لظروف المرأة، وتظهر كيفية عمل الرغبة».
أعطى مارك كرمود من الاوبزيرفر/ الجارديان الفيلم خمس نجوم وكتب: " إنها دراسة إيروتيكية فكرية للقوة والعاطفة التي يصبح فيها من نراقبه هو من يراقب ومن نؤلف عنه هو المؤلف ذاته، ونعود مرارًا وتكرارًا إلى نفس السؤال المركزي: "إذا كنت أنت تنظر إلى، فمن الذي أنظر إليه أنا؟"، ووصف الحبكة الفرعية للحمل غير المرغوب فيه بأنها "مواجهة ولكن أيضًا تصور موضوعًا محظورًا وتمثيله، ورفض النظر بعيدًا، وإيجاد القوة في نادي نسائي".
كتب بيتر ديبيرج في مجلة «فارايتي» عن المخرجة وكاتبة السيناريو سيلين سياما: «على الرغم من أن هذه الرومانسية السحاقية الرائعة بطيئة الحرق وتعمل بقوة كافية على السطح، لا يمكن للمرء أن يتجاهل حقيقة أن العالم يبدو مختلفًا عند رؤيته من خلال عيون المرأة، ان الفيلم مكتوب بدقة وينتهج النظر إلى الماضي في محاولة لالتقاط مشاعر أعمق».

## الجوائز
- مهرجان كان السينمائي: حصلت المخرجة سيلين سياما على جائزة أفضل سيناريو وجائزة «كوير بالم» في 25 مايو 2019.[2]
- جوائز الفيلم الأوروبي: حصل الفيلم على جوائز أفضل سيناريو وأفضل فيلم في جوائز جامعة الفيلم الأوروبي في 7 ديسمبر 2019.[14][15]
- مسابقة نقاد أفلام نيويورك أون لاين: حصل الفيلم على لقب أفضل فيلم بلغة أجنبية في 7 ديسمبر 2019.[16]
- جمعية لوس أنجلوس لنقاد السينما: صنفت الفيلم كأفضل سيناريو في 8 ديسمبر 2019.[17]
- دائرة نقاد أفلام المرأة: منحت الفيلم مركز أفضل فيلم عن المرأة وأفضل فيلم بلغة غير الإنجليزية عن المرأة وأفضل سيناريو في 9 ديسمبر 2019.[18]
- جمعية بوسطن لنقاد السينما: صنفت الفيلم كأفضل سيناريو في 15 ديسمبر 2019.[19]
- دائرة فلوريدا لنقاد السينما: حصل الفيلم على أفضل فيلم وأفضل إخراج وأفضل فيلم بلغة غير الإنجليزية في 23 ديسمبر 2019.[20][21]
- الجمعية الوطنية لنقاد السينما: منحت الفيلم تصنيف أفضل سيناريو في 4 يناير 2020.[22]
- جوائز دائرة نقاد أفلام نيويورك: حصل على جائزة أفضل سيناريو في 7 يناير 2020.[23]
- المجلس الوطني للمراجعة: صنف الفيلم من أفضل خمس أفلام بلغة غير الإنجليزية في 8 يناير 2020.[24]
- جوائز دوريان: حصل على جائزة فيلم العام في 8 يناير 2020.[25][26]
- جائزة الأضواء «لوميار»: حصل على جائزة أفضل ممثلة لنويمي ميرلانت وأفضل سيناريو في 27 يناير 2020.[27][28]
- دائرة نقاد السينما في لندن: حصل على جائزة أفضل فيلم أجنبي لهذا العام في 30 يناير 2020.[29]
- جوائز سيزار: حصل الفيلم على جائزة أفضل سيناريو في 28 فبراير 2020.[30][31]
- جوائز «الشريط الفضي» الايطالية: أفضل ممثلة مساعدة للممثلة فاليريا غولينو في 6 يوليو 2020.[32][33]

## وصلات خارجية
- مقالات تستعمل روابط فنية بلا صلة مع ويكي بيانات